# 2020 en Égypte
Chronologie de l'Égypte
- 2016
- 2017
- 2018
- 2019
- 2020
- 2021
- 2022
- 2023
- 2024

Cet article présente les faits marquants de l'année 2020 en Égypte.

## Évènements
- 11 février : l'Égypte franchit le cap des 100 millions d'habitants[1];
- 11 et 12 août : élections sénatoriales en Égypte.
- 8 et 9 septembre : élections sénatoriales en Égypte (2d tour).
- 24 octobre et 25 octobre : élections législatives en Égypte.
- 7 et 8 novembre : élections législatives en Égypte (2d tour).